# Inge-Lene Ebdrup
Inge-Lene Ebdrup, (født 7. september 1975 i Aalborg) er
tidligere folketingsmedlem, valgt for Venstre men senere tilsluttet Ny Alliance.
Inge-Lene Ebdrup er datter af landmand Henning Ebdrup og medhjælpende hustru Britta Krabsen Ebdrup).
Hun gik i Gravlev skole 1982-1989, Bavnebakkeskolen 1989-1991, Støvring Gymnasium 1991-1994 og Aalborg Universitet 1994-1997. 
Hun forsatte på Aalborg Handelsskole og har arbejdet som ejendomsmægler hos Nybolig, Løgstør 1999–2003, Ejendomsmæglerfirmaet Thorkild Kristensen, Blokhus og Nybolig Palle Ørtoft, Aalborg, fra 2006.
Ebdrup var medlem af Støvring Kommunalbestyrelse og Nordjyllands Amtsråd 1998-2002 og 2. viceborgmester i Støvring Kommune 2002–2004.
Hun var folketingskandidat for Venstre i Aalborg Nord-kredsen fra 1998 og medlem af Folketinget for Nordjyllands Amtskreds fra 20. november 2001.
Den 11. august 2007 meldte Inge-Lene Ebdrup sig ud af Venstre, og meldte sig ind i Ny Alliance. Hun udtrykte utilfredshed med Venstres tætte bånd til Dansk Folkeparti, og især "Dansk Folkepartis vanvittige menneskesyn".
Hun blev ikke genvalgt ved Folketingsvalget 2007.